# Abreviació per procediments irregulars
L'abreviació per procediments irregulars és l'abreviació que s'obté mitjançant mètodes diferents dels regulars, o combinant-ne alguns. Es tracta de diferents tipus d'acronímia. Pot aplicar-se a una paraula o a un nom compost format per sintagmació, i tant a noms comuns com propis.

## Tipus d'abreviacions irregulars
- Abreviació d'un nom format per sintagmació, amb combinació de les inicials en majúscula d'algunes paraules, apòcope d'una altra, de la qual només es representa en majúscula la inicial, i exclusió de la resta.

D(iccionari) E(timològic i Complementari de la Llengua) Cat(alana): DECat.(Abreviatura creada per Joan Coromines).
- Abreviació per combinació del resultat de l'apòcope d'algunes de les paraules que formen el nom d'una entitat, amb exclusió de les altres, tot en majúscules o també mantenint en majúscula la inicial de cada component i en minúscula la resta.

(Centre de) Term(inologia) Cat(alana): TERMCAT.
Ob(servatori de) Neo(logia): ObNeo.
- Combinació de la forma apocopada d'un element d'un nom format per diferents paraules amb les inicials d'alguns dels elements restants i exclusió de la resta (tot en majúscules).

Gèn(eres) t(extuals per a la) t(raducció): GENTT;
C(oneixements,) R(epresentacions i) Us(os del) Cat(alà): CRUSCAT.
- Combinació de les lletres inicials, seguides de punt, dels lexemes d'unitats lèxiques formades per sintagmació, un element de les quals té dos lexemes atès que és un mot compost.

f(orça) e(lectro)m(otriu): f.e.m.
- Combinació de les consonants inicials de les síl·labes d'un mot, de vegades amb conservació d'algunes consonants de fi de síl·laba interior. No és una abreviatura per contracció perquè hi manca la lletra final.

t(e)l(è)f(on): tlf.; M(a)ng(o): MNG; B(ar)c(elo)n(a): BCN.
- Combinació de sigles amb símbols matemàtics.

r(ecerca) més d(esenvolupament): R+D.
- Combinació d'una lletra de l'alfabet en majúscula, usada com a complement del nom, amb un substantiu. Es tracta d'una abreviació anglesa en la qual la primera lletra s'ha d'entendre precedida de l'expressió en forma de.

 T (shape) shirt: T-shirt; V (shape) neck (sweater): V-neck.